# The Collection (Barry White)
The Collection è una raccolta dei principali successi del cantante statunitense Barry White, pubblicato nel 1988 dalla Universal Records.

## Tracce
1. You're the First, the Last, My Everything - 3:25
2. You See the Trouble with Me - 3:29
3. Can't Get Enough of Your Love, Babe - 4:02
4. I'll Do for You Anything You Want Me To - 4:10
5. Just the Way You Are - 4:49
6. Walking in the Rain (With the One I Love) - 4:26
7. It May Be Winter Outside (But in My Heart It's Spring) - 3:07
8. Love's Theme - 4:07
9. Sho' You Right - 4:32
10. What Am I Gonna Do with You? - 3:40
11. Baby We Better Try and Get It Together - 4:23
12. Let the Music Play - 3:29
13. Don't Make Me Wait Too Long - 3:20
14. I'm Gonna Love You Just a Little More, Baby - 3:52
15. The Right Night - 4:06
16. Never Never Gonna Give You Up (12 Remix) - 7:20